# Carpodacus sipahi
Il ciuffolotto fiammante  (Carpodacus sipahi (Hodgson, 1836)) è un uccello passeriforme della famiglia dei Fringillidi.

## Etimologia
Il nome scientifico della specie, sipahi, deriva dall'urdu sipāhi, termine di origine persiana dal significato di "soldato" (stessa derivazione di sepoy, spahi o spahis), in riferimento alla colorazione del piumaggio dei maschi adulti.

## Descrizione

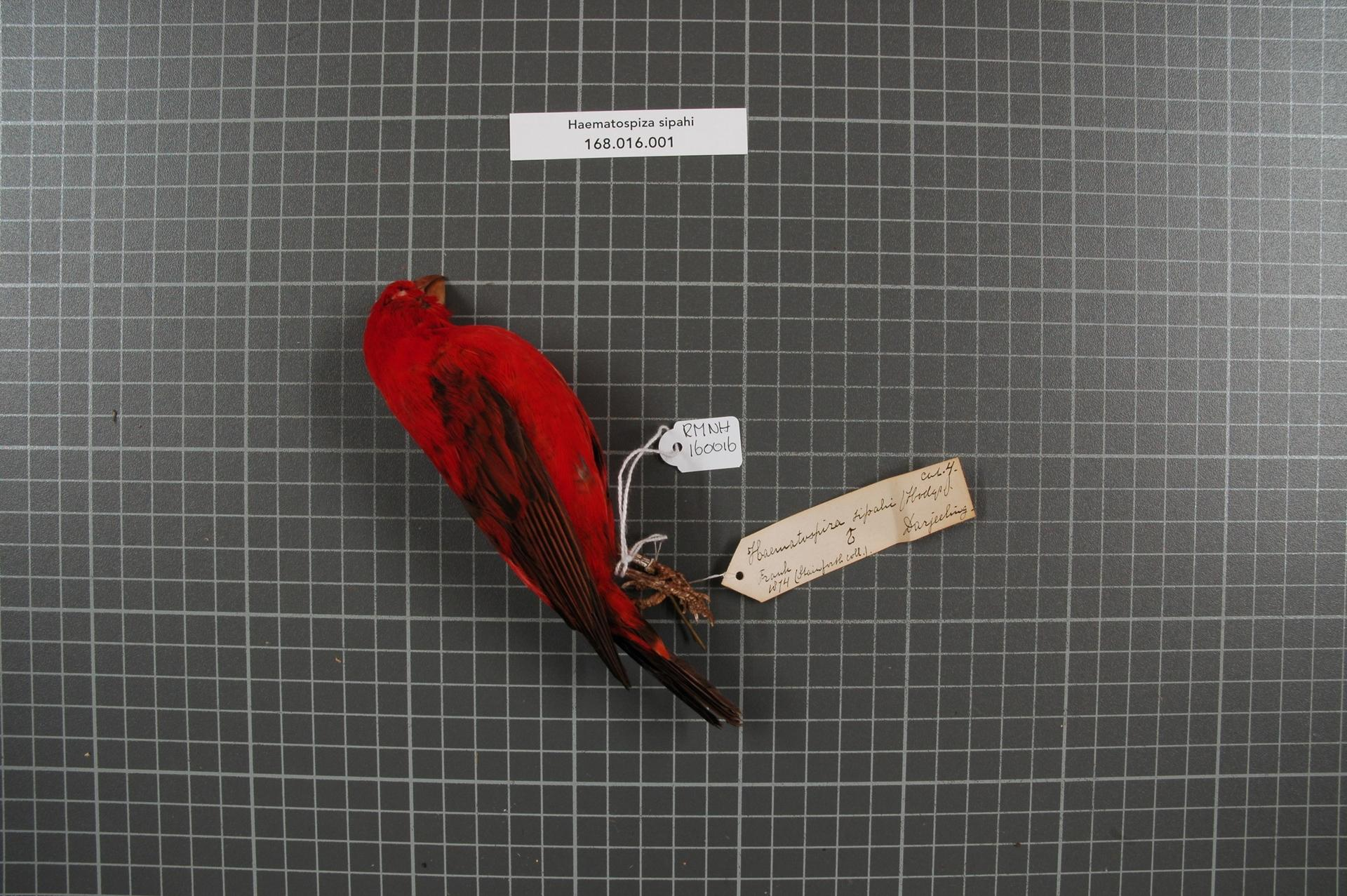
Maschio impagliato.

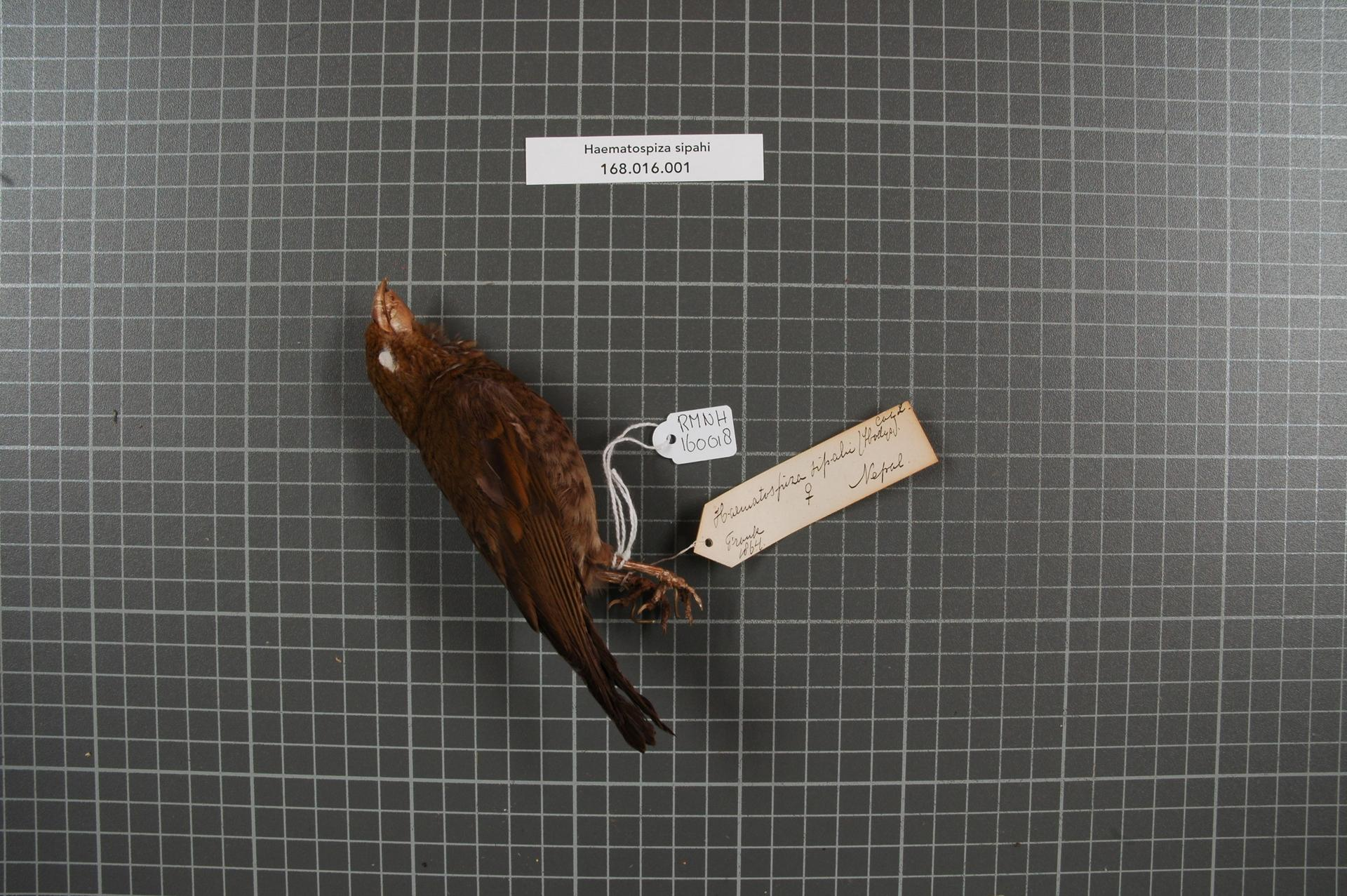
Femmina impagliata.

### Dimensioni
Misura 18–19 cm di lunghezza, per 38-42,5 g di peso.

### Aspetto
Si tratta di uccelli dall'aspetto robusto e paffuto, con testa tondeggiante, grandi occhi e becco conico e robusto.
Come intuibile dal nome comune, il ciuffolotto fiammante possiede una colorazione di colore acceso, che nei maschi è rossa su tutto il corpo, più scura nell'area dorsale, ad eccezione di ali e coda, che sono nere. Come osservabile in molte altre specie di fringillidi, anche il ciuffolotto fiammante mostra dicromatismo sessuale, con le femmine dal piumaggio molto più sobrio, nel quale predominano le tonalità del bruno, più scuro dorsalmente e più chiaro ventralmente, con ali e coda nere e codione di colore giallo. In ambedue i sessi il becco è di colore giallo, gli occhi sono di colore bruno e le zampe sono nerastre.

## Biologia

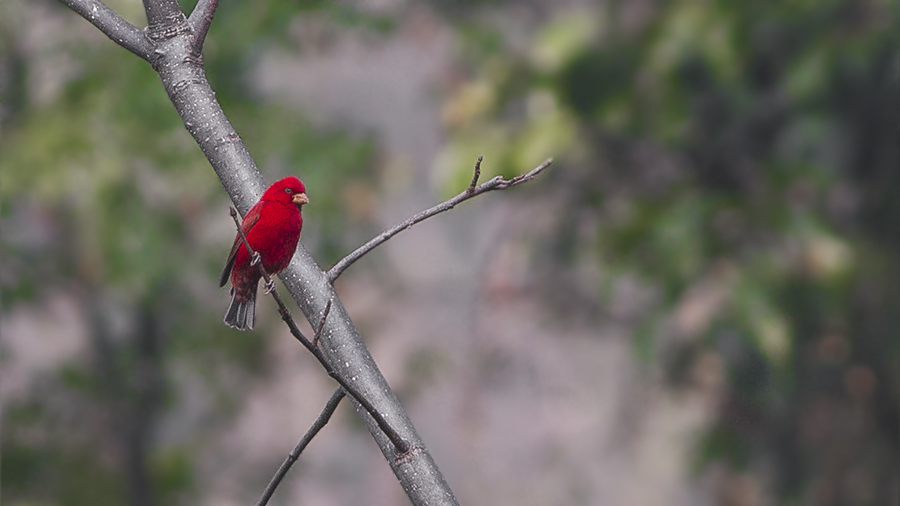
Maschio nel Sikkim occidentale.

Si tratta di uccelli dalle abitudini diurne che passano la maggior parte del tempo alla ricerca di cibo al suolo o fra i rami, in coppie o in gruppetti.

### Alimentazione
Si tratta di uccelli granivori, che si nutrono in prevalenza di semi ma che mangiano senza problemi anche germogli e bacche (soprattutto lamponi), oltre che raramente anche piccoli insetti.

### Riproduzione
La stagione riproduttiva va da maggio a luglio. I maschi corteggiano le femmine cantando in loro e seguendole con le penne di petto e coda spiegate: si tratta di uccelli monogami, con le coppie che divengono territoriali durante il periodo riproduttivo.
Il nido, a forma di coppa, viene costruito dalla sola femmina (col maschio che a volte porta del materiale da costruzione, ma non partecipa mai attivamente alla stessa) alla biforcazione di un ramo fra i 7 e i 12 m d'altezza, intrecciando rametti e fibre vegetali ed imbottendo l'interno con radichette, piumino e peli. Al suo interno, la femmina depone 3-6 uova, che essa provvede a covare per circa 13 giorni, mentre il maschio stazione di guardia nei pressi del nido e si occupa di reperire il cibo per sé e per la compagna: i pulli, ciechi e implumi alla schiusa, vengono imbeccati da ambedue i genitori, che li nutrono con semi rigurgitati e invertebrati, e sono in grado d'involarsi attorno alle due settimane dalla schiusa.

## Distribuzione e habitat

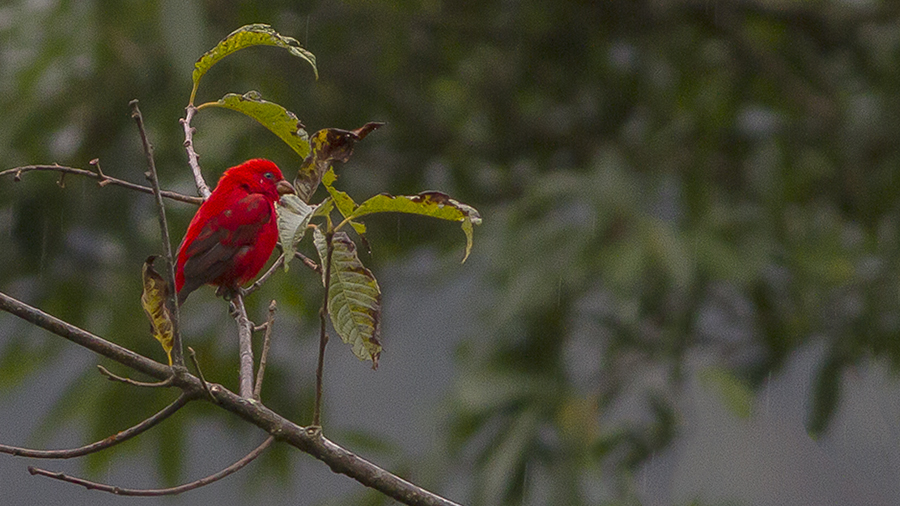
Maschio in natura sul Kangchenjunga.

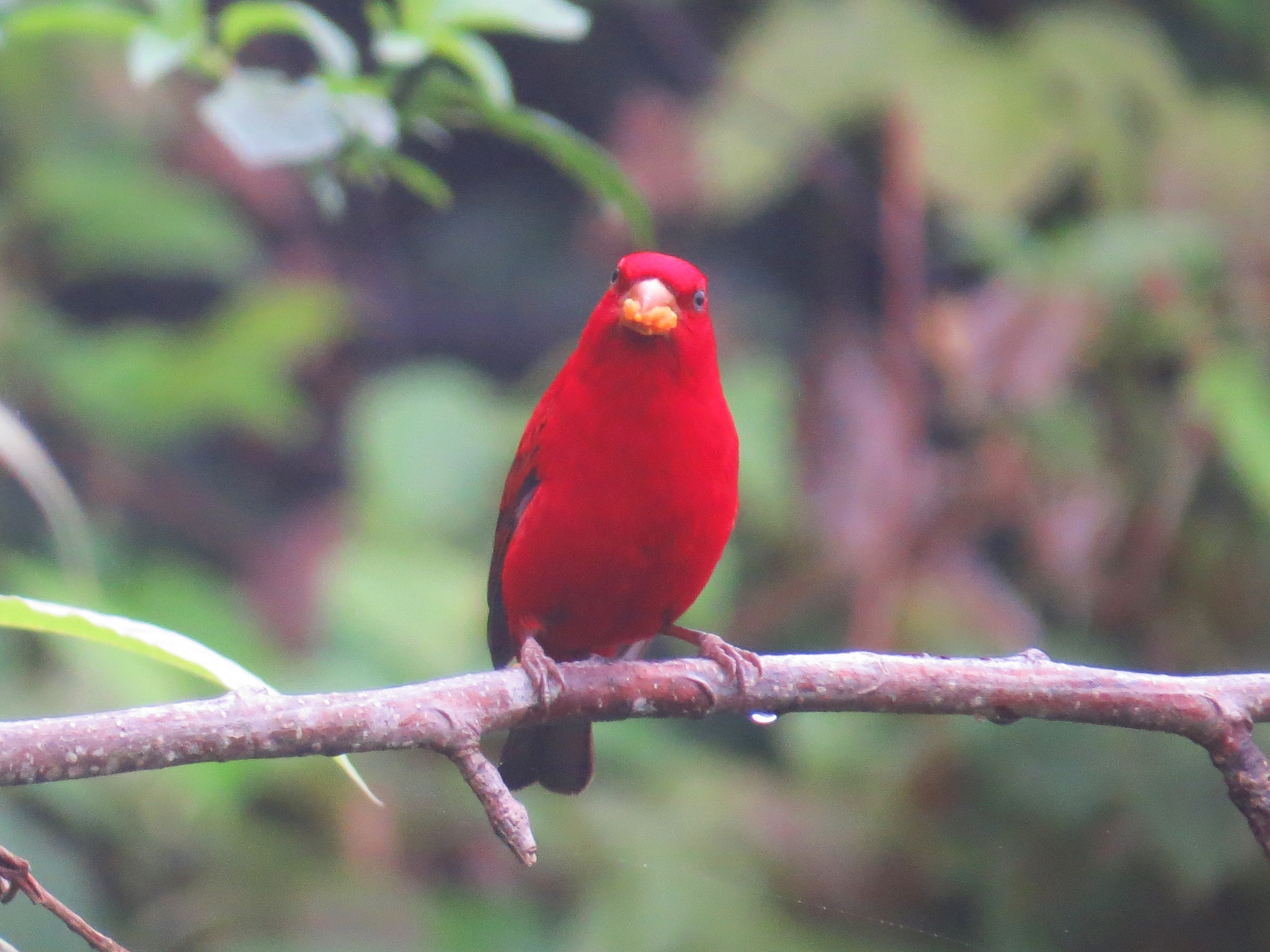
Maschio in Arunachal Pradesh.

Il ciuffolotto fiammante abita un'area che comprende buona parte delle pendici meridionali dell'Himalaya (Uttarakhand, area dal Nepal centrale al Bhutan), l'India nord-orientale (Sikkim, Arunachal Pradesh orientale, Assam, Meghalaya, colline Mizo) la Birmania nord-occidentale, il Tibet sud-orientale e lo Yunnan meridionale e occidentale: questa specie tende a compiere spostamenti altitudinali stagionali, svernando più a valle per evitare il clima eccessivamente rigido, tuttavia alcune popolazioni migrano attivamente, andando a svernare in Thailandia nord-occidentale e Indocina settentrionale (nord del Laos e Tonchino occidentale).
L'habitat di questi uccelli è rappresentato dalle aree di foresta subalpina decidua o a conifere, prediligendo le aree di bosco non eccessivamente fitto e colonizzando anche i campi di taglio e il limitare di boschi e radure.

## Sistematica
Il ciuffolotto fiammante appare filogeneticamente piuttosto lontano dalle altre specie del genere Carpodacus, al punto che ne è stata proposta l'ascrizione a un proprio genere monotipico, Haematospiza.
La specie è monotipica.